# Patriot (Indiana)
Patriot és una població dels Estats Units a l'estat d'Indiana. Segons el cens del 2000 tenia 202 habitants.

## Demografia
Segons el cens del 2000, Patriot tenia 202 habitants, 73 habitatges, i 60 famílies. La densitat de població era de 354,5 habitants/km².
Dels 73 habitatges en un 38,4% hi vivien nens de menys de 18 anys, en un 63% hi vivien parelles casades, en un 13,7% dones solteres, i en un 17,8% no eren unitats familiars. En el 13,7% dels habitatges hi vivien persones soles el 2,7% de les quals corresponia a persones de 65 anys o més que vivien soles. El nombre mitjà de persones vivint en cada habitatge era de 2,77 i el nombre mitjà de persones que vivien en cada família era de 3.
Per edats la població es repartia de la següent manera: un 27,2% tenia menys de 18 anys, un 8,9% entre 18 i 24, un 29,7% entre 25 i 44, un 26,2% de 45 a 60 i un 7,9% 65 anys o més.
L'edat mediana era de 36 anys. Per cada 100 dones de 18 o més anys hi havia 113 homes.
La renda mediana per habitatge era de 37.500 $ i la renda mediana per família de 38.438 $. Els homes tenien una renda mediana de 29.135 $ mentre que les dones 26.071 $. La renda per capita de la població era de 16.866 $. Entorn del 6% de les famílies i el 10,4% de la població estaven per davall del llindar de pobresa.

## Poblacions més properes
El següent diagrama mostra les poblacions més properes.